# مارک پوشتولکا
مارک پوشتولکا (چکی: Marek Poštulka؛ زادهٔ ۲۱ ژوئن ۱۹۷۰) بازیکن فوتبال اهل جمهوری چک بود.
از باشگاه‌هایی که در آن بازی کرده‌است می‌توان به باشگاه فوتبال ویکتوریا ژیژکوف و باشگاه فوتبال بانیک استراوا اشاره کرد.
وی همچنین در تیم‌های ملی فوتبال چکسلواکی و جمهوری چک بازی کرده‌است.